# Sheyenne
Sheyenne is een plaats (city) in de Amerikaanse staat North Dakota, en valt bestuurlijk gezien onder Eddy County.

## Demografie
Bij de volkstelling in 2000 werd het aantal inwoners vastgesteld op 318.
In 2006 is het aantal inwoners door het United States Census Bureau geschat op 293, een daling van 25 (-7,9%).

## Geografie
Volgens het United States Census Bureau beslaat de plaats een oppervlakte van
0,4 km², geheel bestaande uit land. Sheyenne ligt op ongeveer 489 m boven zeeniveau.

## Plaatsen in de nabije omgeving
De onderstaande figuur toont nabijgelegen plaatsen in een straal van 32 km rond Sheyenne.